# پروازگاه
پروازگاه جایی است که بدون توجه به اینکه هواگرد محموله هوایی یا مسافر داشته یا نداشته باشد در آن عملیات پرواز هواگرد انجام می‌شود. پروازگاه شامل فرودگاه‌های کوچک هوانوردی عمومی، فرودگاه‌های بزرگ هوانوردی تجاری و پایگاه هوایی می‌شود. واژه پروازگاه (Airdrome) بیشتر در بریتانیا و قلمروی هم‌سود استفاده می‌شود و در انگلیسی آمریکایی، شناخته شده نیست.

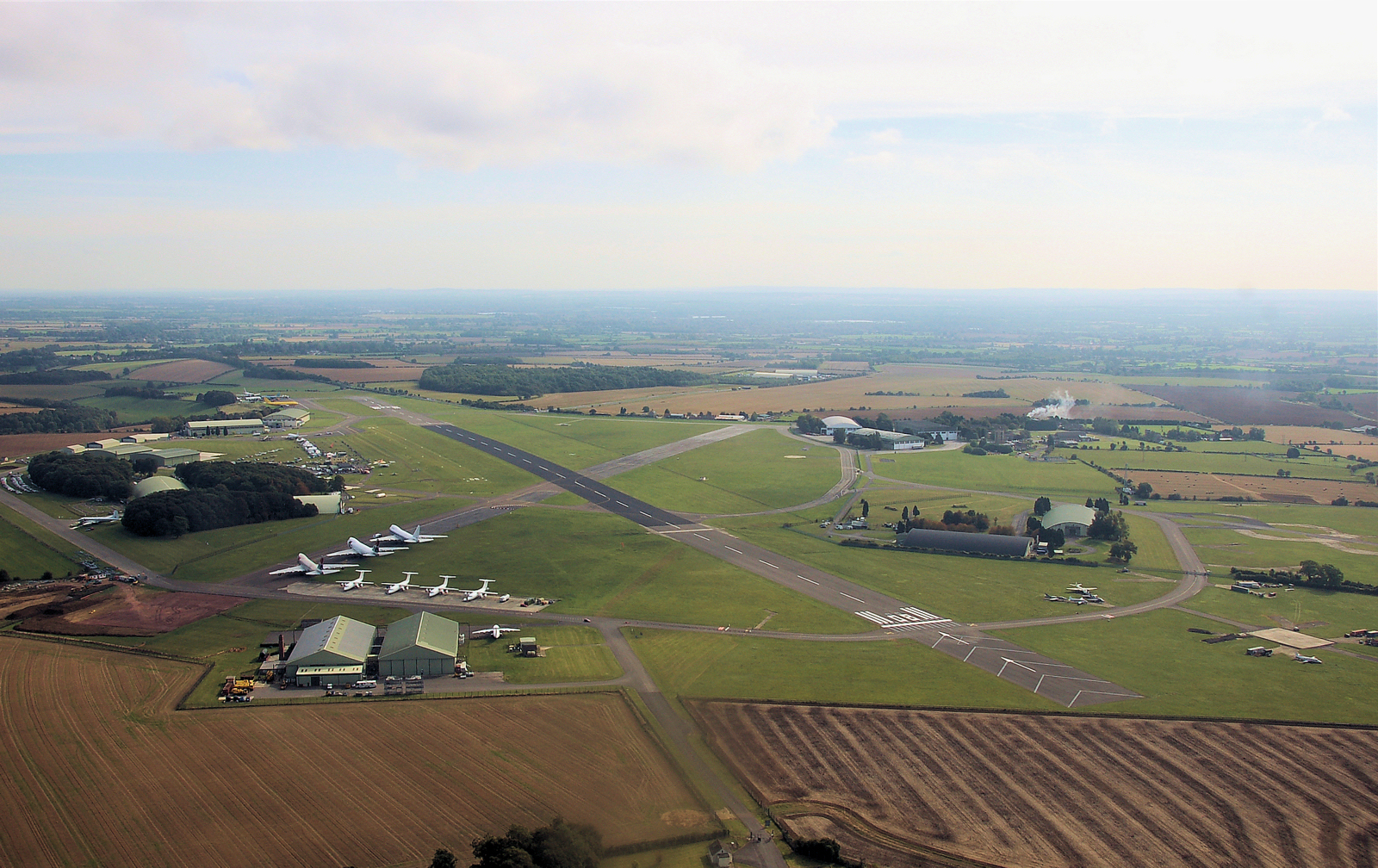
فرودگاه کاتسوولد در انگلستان

فرودگاه (Airport) به معنی تأکید بر براورده ساختن برخی معیارها یا تأمین نیازهای لازم برای محل پرواز است. اما پروازگاه (Aerodrome یا Airdrome) لزوماً این معیارها یا نیازمندی‌ها را براورده نمی‌کند. بنابراین می‌توان گفت که همه فرودگاه‌ها، پروازگاه هستند اما همه پروازگاه‌ها فرودگاه نیستند.

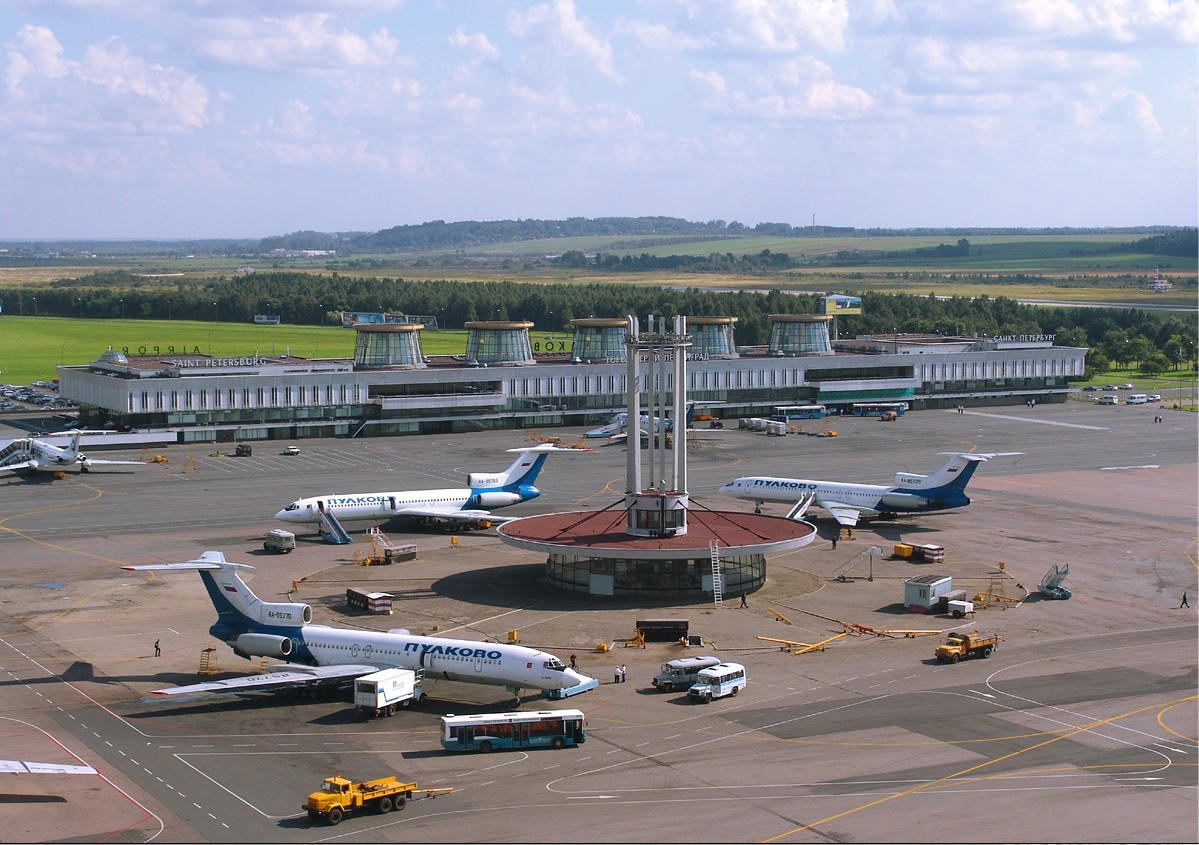
فرودگاه پالکوو در سن پترزبورگ کشور روسیه

پروازگاه آبی جایی بر روی آب است که هواپیمای آب‌نشین یا هواپیمای آبی خاکی از آن برای فرود یا برخاست استفاده می‌کند.
بر اساس تعریف سازمان بین‌المللی هوانوردی کشوری (ایکائو)، پروازگاه، منطقه‌ای بر روی خاک یا آب (شامل ساختمان‌ها، تأسیسات و تجهیزات) است که تمام یا بخشی از آن برای فرود، برخاست یا حرکت بر روی سطح یک هواگرد طراحی شده‌است.

## ریشه شناسی
ریشه واژه Aerodrome از aḗr (به معنی air) و drómos (road یا course) در زبان یونانی باستان گرفته می‌شود. هم معنی آن واژه «hippodrome» به معنی میدان اسب‌دوانی یا ارابه‌رانی است که از hippos (horse) و drómos (course) گرفته می‌شود.

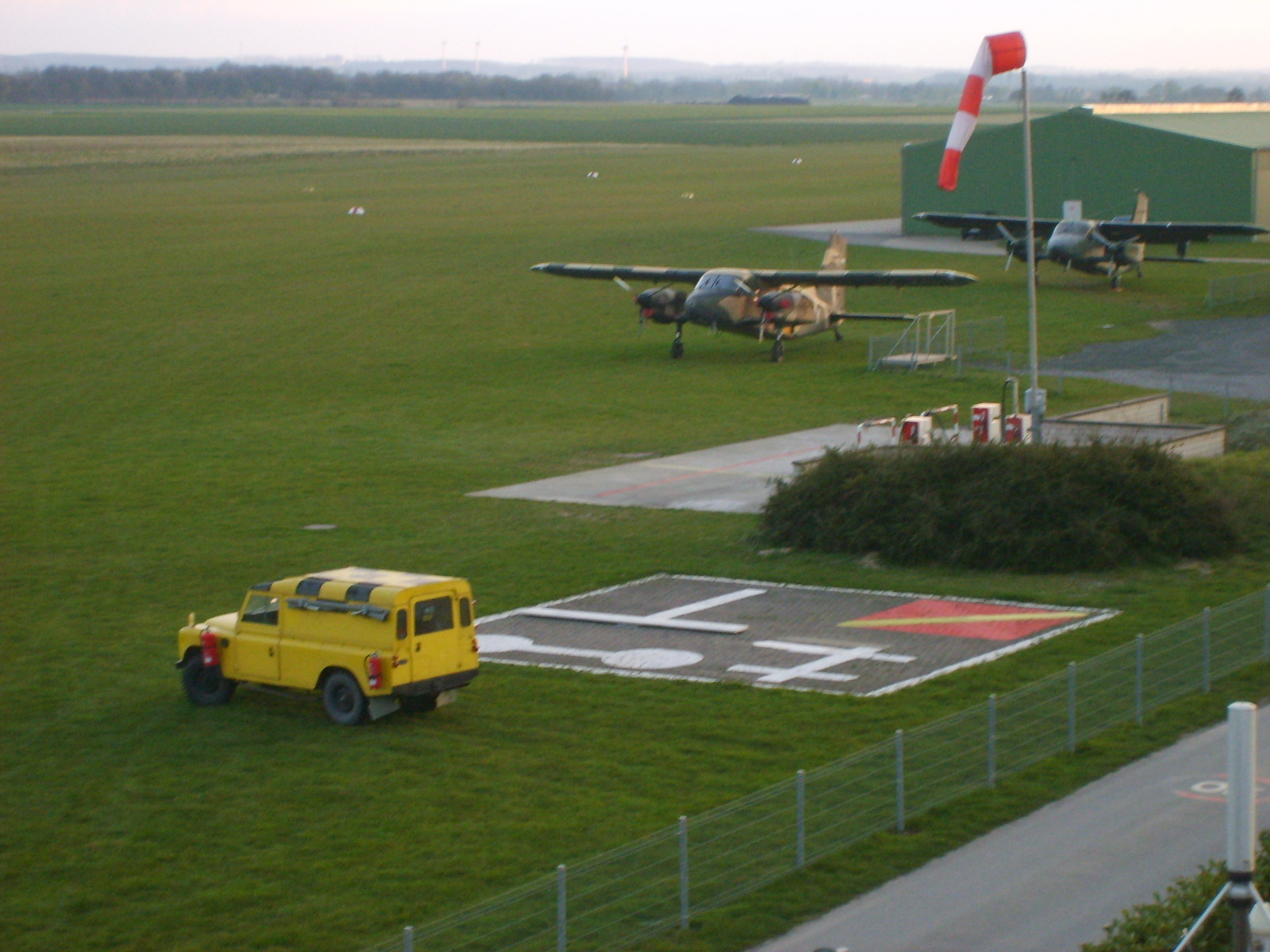
فرودگاه زوئست-باد ساسندورف در زوئست، آلمان

در کاربرد نظامی بریتانیایی، این واژه توسط یکان پروازی پادشاهی بریتانیا در جنگ جهانی اول و نیروی هوایی سلطنتی بریتانیا در جنگ جهانی دوم استفاده شد. خوبی استفاده از این واژه در این بود که فرانسوی‌ها نیز از هم‌ریشه آن «aérodrome» استفاده می‌کردند.
در کانادا  و استرالیا  پروازگاه یک واژه تعریف شده در قانون به معنی هر سطح خشکی یا آبی مورد استفاده برای عملیات هواگرد بدون توجه به امکانات موجود است.
ایکائو کاربردهای واژه aerodrome را، مانند پیوست پیمان ایکائو دربارهٔ پروازگاه و ویژگی‌های فیزیکی آن، مستند کرده‌است. اگرچه پس از جنگ جهانی دوم استفاده از واژه‌های airfield یا airport به شدت افزایش یافت.

## تاریخچه
در نخستین سال‌های صنعت هوانوردی که باند آسفالت وجود نداشت و تمام باندها زمین‌های پوشیده از علف بودند ممکن بود در یک فرودگاه معمولی مانند فرودگاه‌های امروزی، اجازه فرود و برخاست تنها در جهت‌های خاصی داده شود درحالیکه در یک پروازگاه با توجه به اندازه بسیار بزرگتر آن، فرود و برخاست در هر جهتی ممکن بود. مثلاً قابلیت فرود و برخاست در جهت باد، بدون توجه به اینکه باد از کدام سو می‌وزد یکی از برتری‌های مهم نخستین روزهای صنعت هوانوردی بود زیرا در فرودگاه، فرود و برخاست در جهت مخالف باد می‌توانست با مشکل روبرو شده یا حتی خطرآفرین باشد. اما پیشرفت ترمزهای دیفرانسیلی، بهبود عملکرد هواپیماها، استفاده از باندهای آسفالته و نیاز پروازگاه‌ها به فضای بیشتر نسبت به فرودگاه‌های L یا ∆ (مثلث) شکل باعث از رده خارج شدن پروازگاه‌ها شدند. نخستین پروازگاه جهان در ویری شتیون در شهرستان اسون در ناحیه ایل-دو-فرانس کشور فرانسه قرار داشت.
پروازگاه‌های بهبود نیافته، دارای کاربرد نظامی هستند. دی‌اچ‌سی-۴ کاریبو که در واژگان نظامی آمریکا در جنگ ویتنام به نام سی‌وی-۲ شناخته می‌شد می‌توانست بر روی باند خشن و بهبود نیافته پروازگاه‌ها بنشیند. پیش از آن، یونکرس یو ۵۲ و فیسلر فی ۱۵۶ نیز چنین قابلیتی داشتند که نمونه‌ای از آن برخاست فیسلر فی ۱۵۶ از فورربونکر در هنگام محاصره کامل توسط نیروهای اتحاد جماهیر سوسیالیستی شوروی بود.

## انواع پروازگاه

### فرودگاه
فرودگاه، پروازگاهی است که دارای گواهی مخصوص برای پروازهای تجاری است.

### پایگاه هوایی

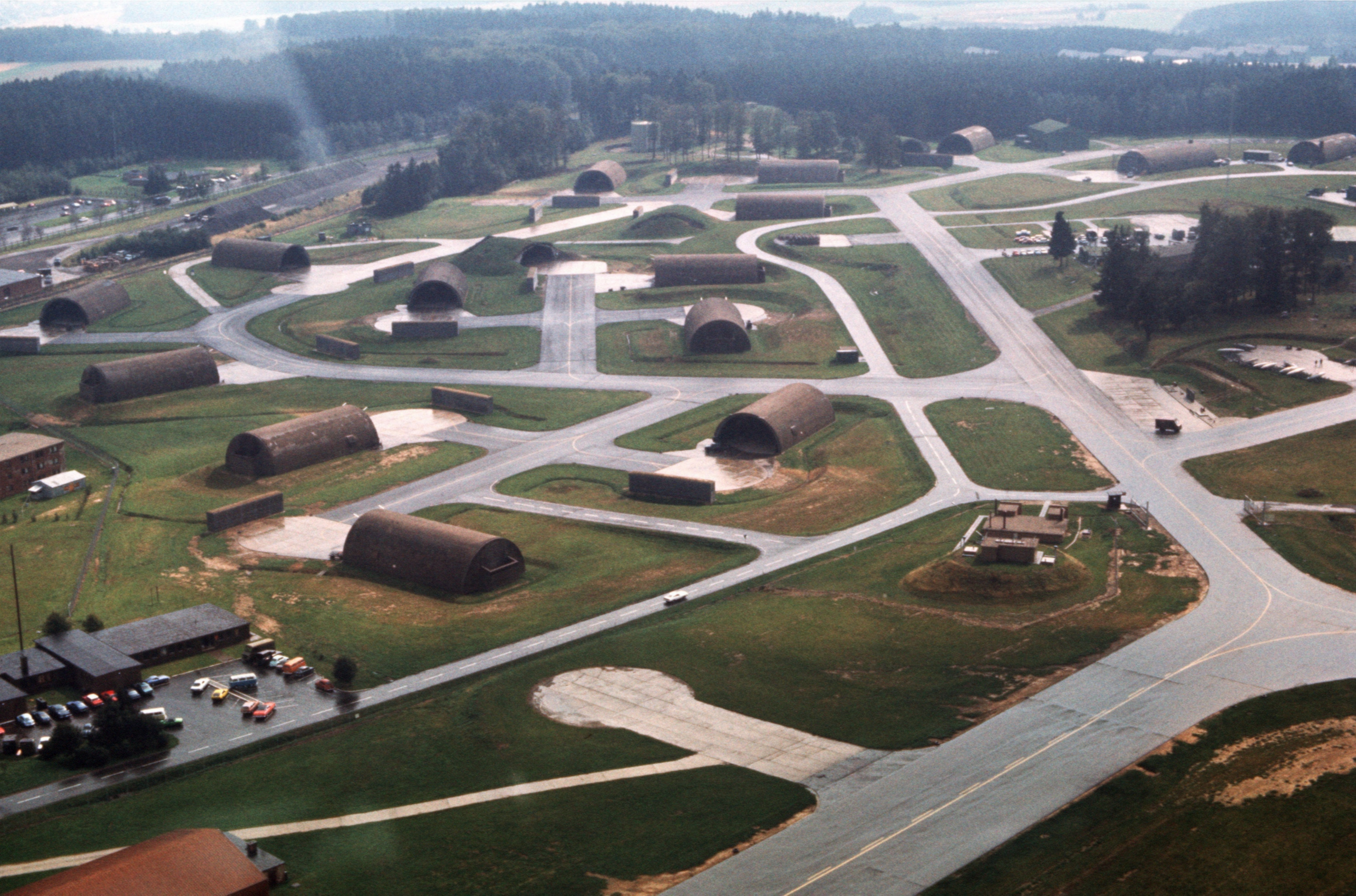
پایگاه هوایی هان در راین-هونسروک آلمان

پایگاه هوایی، پروازگاهی با امکانات خاصی در جهت پشتیبانی از هواپیما و خدمه است. این واژه عموماً برای پایگاه‌های نظامی استفاده می‌شود اما برای پایگاه هواپیمای آب‌نشین نیز استفاده می‌شود.

### ایراستریپ
پروازگاه کوچکی است که تنها شامل یک باند فرود با تجهیزات سوخت‌رسانی می‌شود. ایراستریپ بیشتر در مناطق دور افتاد وجود دارد. بسیاری از ایراستریپ‌ها (که امروزه بسیاری از آن‌ها متروکه شده‌اند) در زمان جنگ جهانی دوم در صدها جزیره اقیانوس آرام ساخته شده‌اند. در طول زمان با توجه به افزایش اهمیت اقتصادی یا استراتژیک یک منطقه ایراستریپ‌های آن توسعه داده شده و به یک پایگاه هوایی کامل تبدیل شدند.

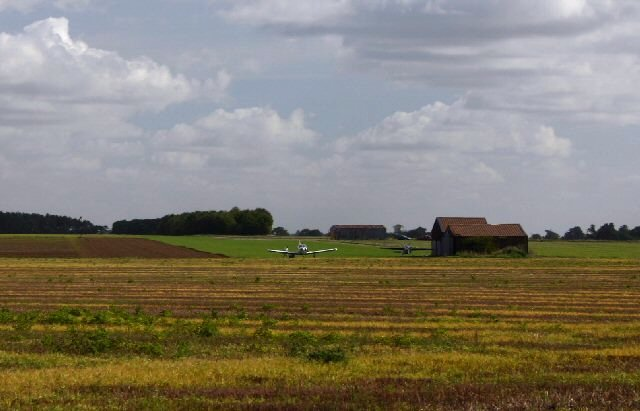
ایراستریپ خصوصی در تتفورد شهرستان سافک انگلستان

زمین فرود پیشرفته، یک ایراستریپ موقت بود که توسط متفقین جنگ جهانی دوم برای انجام سریع عملیات هواپیماها در نبرد نرماندی در بریتانیا و خود اروپا ساخته شده بود.

### پروازگاه آبی
پروازگاه آبی، منطقه‌ای بر روی آب است که از آن برای فرود و برخاست دائمی هواپیمای آب‌نشین یا هواپیمای آبی خاکی استفاده می‌شود. ممکن است مانند فرودگاه یلونایف واتر بر روی خشکی یا جایی که هواپیما در آن پهلو گرفته و مانند قایق برای تخلیه یا بارگیری لنگر می‌اندازد برای آن یک پایانه ساخته شده باشد.

## پروازگاه بر پایه کشور

### کانادا

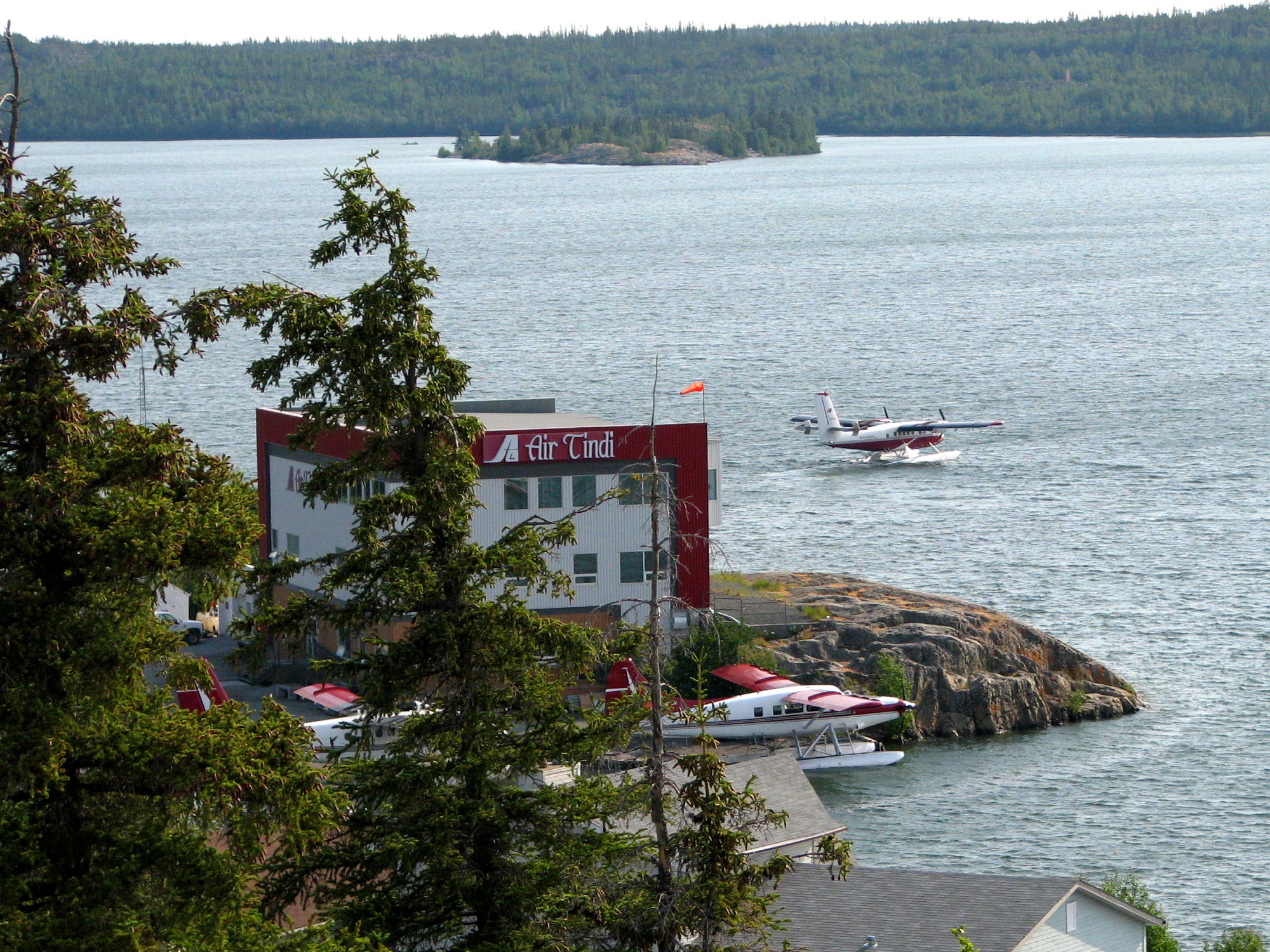
فرودگاه یلونایف واتر در قلمروهای شمال غرب کانادا

در کتابچه راهنمای هوانوردی کانادا نوشته شده: "در بیشتر قسمت‌ها، تمام کانادا می‌تواند پروازگاه باشد" اگرچه "پروازگاه‌های ثبت شده" و "فرودگاه‌های تایید شده" نیز وجود دارند. برای اینکه یک پروازگاه به صورت «ثبت شده» باشد اپراتور باید استانداردهای مشخصی را رعایت کند و هرگونه تغییر را به وزارت حمل و نقل (ترانسپورت کانادا) اطلاع دهد. برای اینکه یک پروازگاه به عنوان «فرودگاه» برای فعالیت‌های تجاری شناخته شود باید استانداردهای ایمنی لازم در آن اجرا شوند. ناو کانادا (شرکت خصوصی مسئول ارائه خدمات مراقبت پرواز در سراسر کانادا) در الحاقیه پرواز کانادا فهرستی جداگانه از پروازگاه‌های ثبت شده بر روی خشکی و پروازگاه‌های ثبت شده آبی را منتشر کرده‌است.